# Catopsis
Die Catopsis sind eine Pflanzengattung in der Familie der Bromeliengewächse (Bromeliaceae). Die 18 bis 21 Arten besitzen Verbreitungsgebiete von Florida bis ins östliche Brasilien sowie auf den karibischen Inseln. Einige Arten werden relativ selten als Zierpflanzen verwendet.
Die Hauptunterschiede von Catopsis-Arten zu den übrigen Gattungen der Tillandsioideae ist, dass sie asymmetrische Kelchblätter und anders geformte Samenanhängsel besitzen.

## Beschreibung

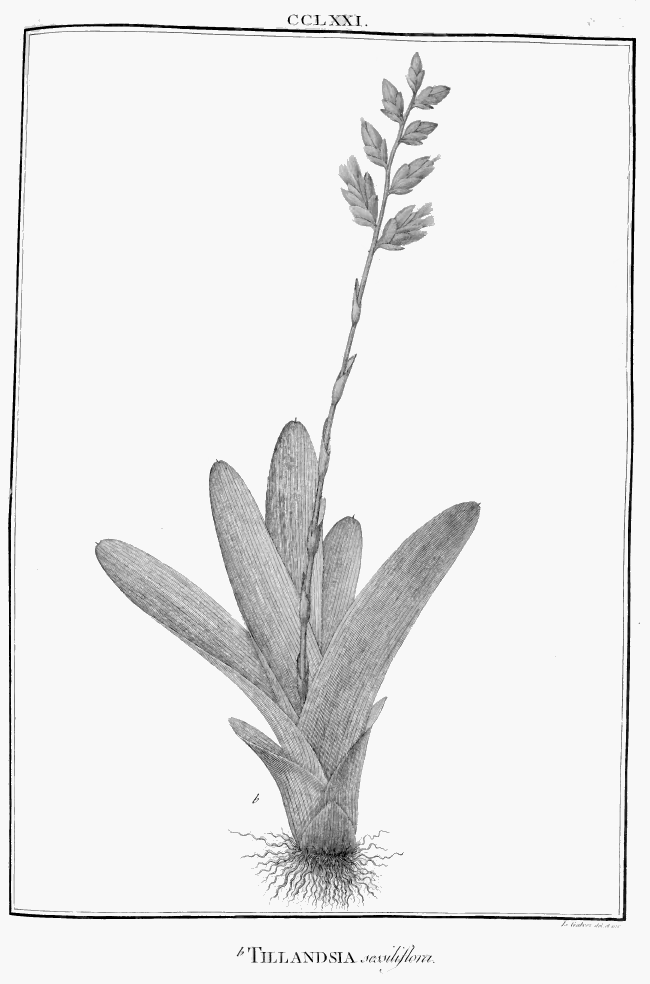
Illustration von Catopsis sessiliflora

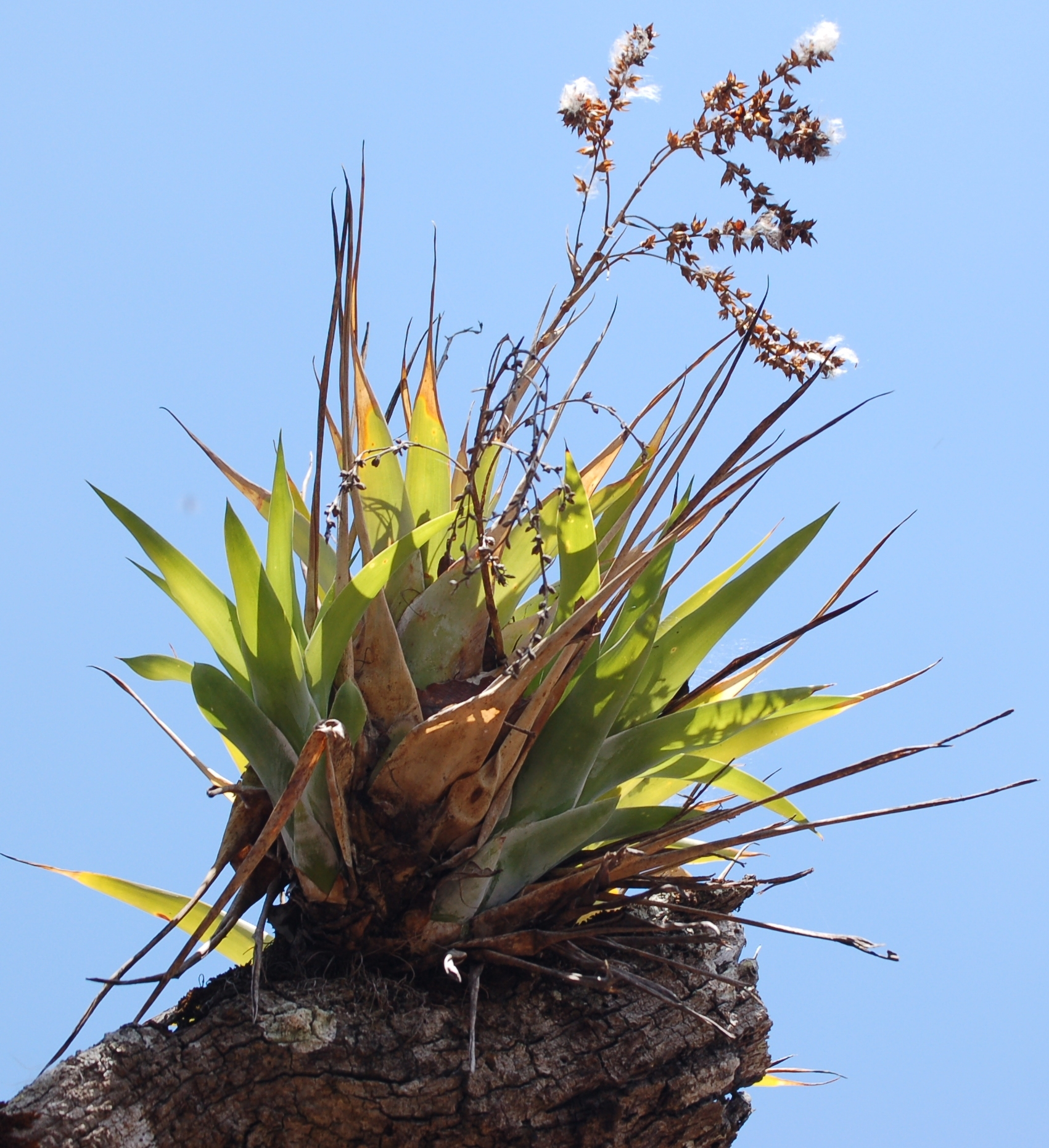
Habitus, Laubblätter und Fruchtstand mit Samen von Catopsis berteroniana

### Vegetative Merkmale
Catopsis-Arten wachsen als ausdauernde krautige Pflanzen meist epiphytisch oder manchmal lithophytisch. Die Laubblätter stehen in Rosetten zusammen und bilden einen Blatttrichter. Die einfachen, grünen Laubblätter sind oft weiß-kreidig bereift.

### Generative Merkmale
Auf einem mehr oder weniger langen Blütenstandsschaft steht ein einfacher oder zusammengesetzter Blütenstand mit meist vielen Blüten.
Die für die Familie relativ kleinen und relativ unscheinbaren Blüten sind mehr oder weniger radiärsymmetrisch und dreizählig mit doppelter Blütenhülle. Je nach Art sind die Blüten zwittrig oder als Besonderheit in der Unterfamilie Tillandsioideae eingeschlechtig; wenn die Blüten eingeschlechtig sind, dann sind die Arten zweihäusig getrenntgeschlechtig (diözisch). Die drei Kelchblätter sind asymmetrisch. Es sind zwei Kreise mit je drei Staubblättern vorhanden. Die drei freien Kronblätter sind relativ unauffällig und gelb, weiß oder grünlich-weiß. Drei Fruchtblätter sind zu einem oberständigen Fruchtknoten verwachsen.
Es werden Kapselfrüchte gebildet. Die Samen besitzen an ihrem oberen Ende eine Haarkrone, die in der Kapselfrucht stark gefaltet ist.

## Besonderheit
Eine der Arten – Catopsis berteroniana – unterscheidet sich von den Arten der Gattung, da sie als präkarnivor angesehen wird. Dies bedeutet, dass sie einige Züge einer fleischfressenden Pflanze aufweist. Die Beute (Insekten) ertrinkt in den mit Wasser gefüllten Blatttrichtern, es existiert aber keine Verdauung mit Enzymen (im Gegensatz zu den fleischfressenden Pflanzen); die Pflanze benötigt Bakterien im Zisternenwasser als Hilfe.

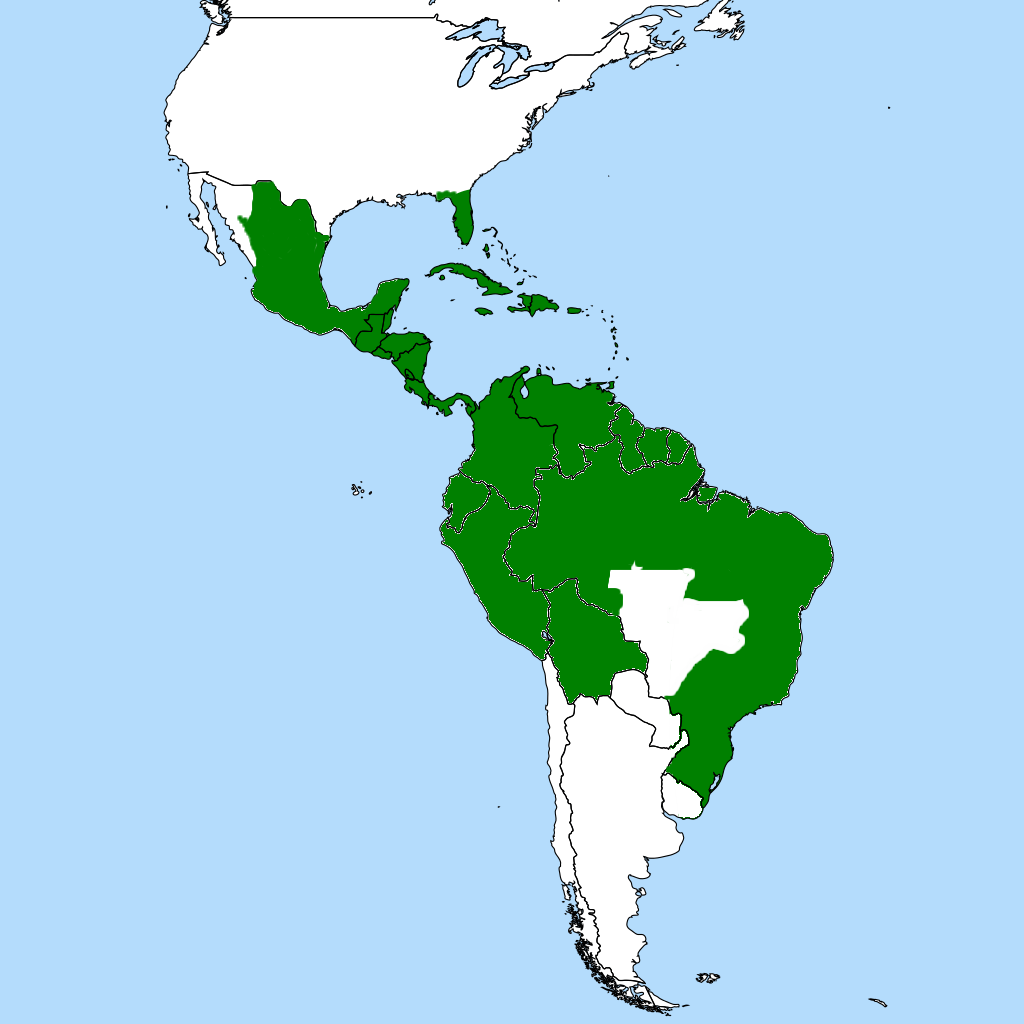
Verbreitungskarte

## Systematik

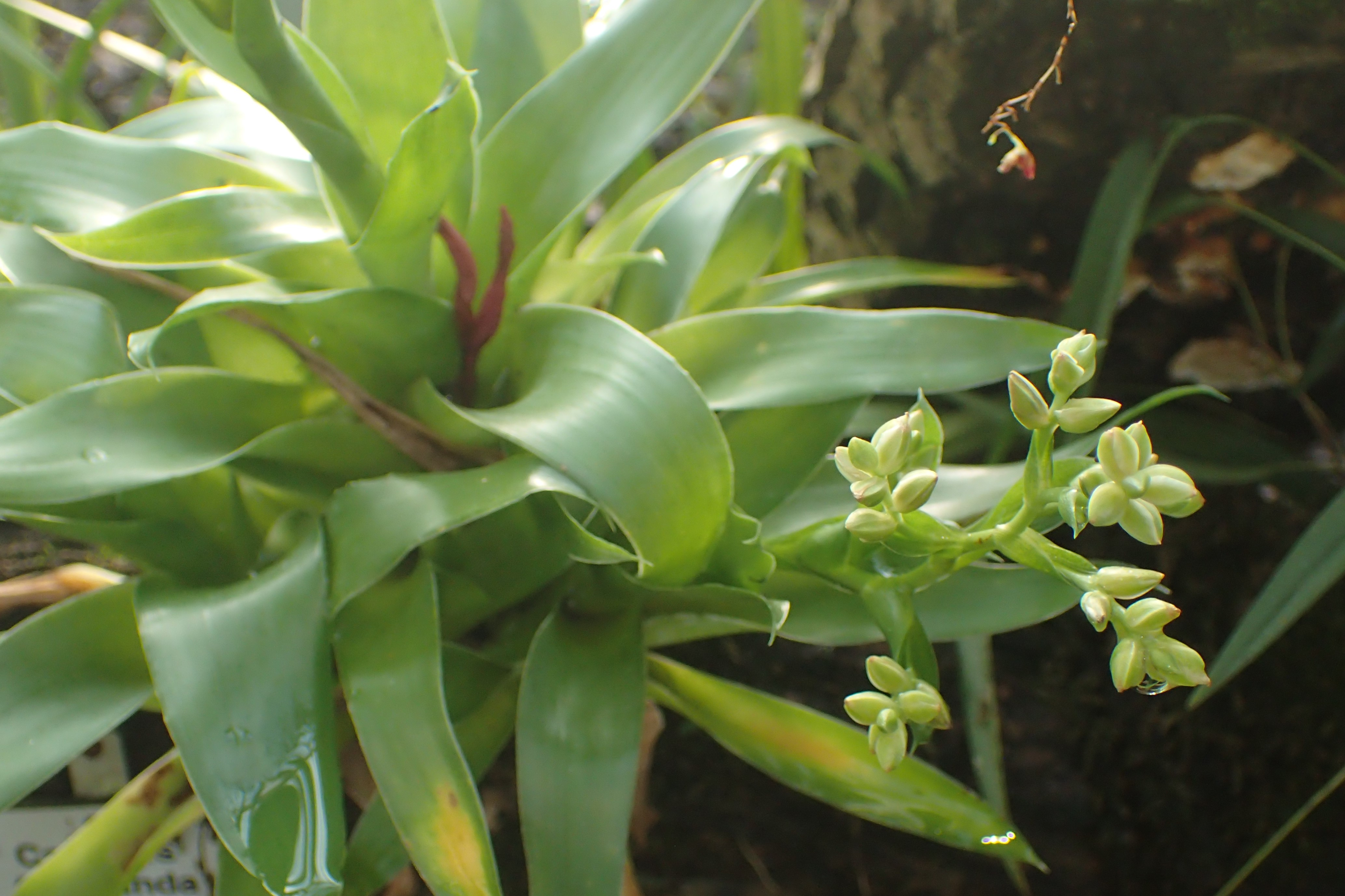
Habitus, Laubblätter und Blütenstand von Catopsis floribunda

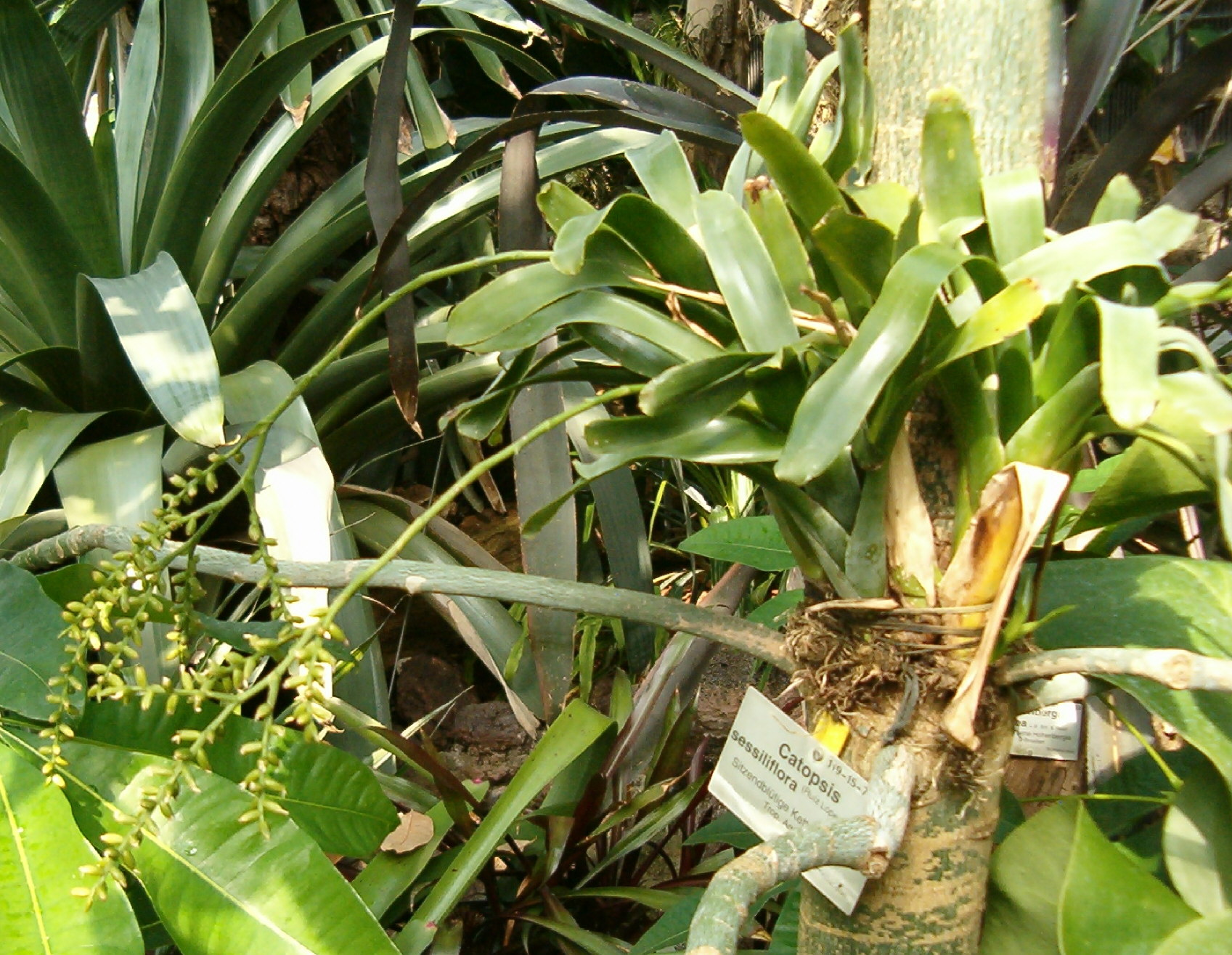
Blatttrichter und Blütenstände mit unscheinbaren Blüten von Catopsis sessiliflora; gut zu erkennen sind die weiß bereiften, einfachen Laubblätter

Die Gattung Catopsis wurde 1864 durch August Grisebach in Nachrichten von der Königlichen Gesellschaft der Wissenschaften und von der Georg-Augusts-Universität, 1864, 10, S. 12 aufgestellt und von der Gattung Tillandsia abgetrennt. Ein Synonym für Catopsis Griseb. ist Pogospermum Brongn.
Es gibt 18 bis 21 Catopsis-Arten:
- Catopsis berteroniana (Schultes f.) Mez (Syn.: Tillandsia pendula Thunb. ex Gaertn. f., Tillandsia berteroniana Schult. f., Catopsis mosenii Mez): Sie gedeiht epiphytisch in Wäldern in Höhenlagen von 0 bis 1200 Metern in Florida, auf den Großen Antillen, von Mexiko bis zu den Guyanas und Brasilien.[2]
- Catopsis compacta Mez: Sie gedeiht epiphytisch in Wäldern in Höhenlagen von 400 bis 2065 Metern in Mexiko.[2]
- Catopsis delicatula L.B.Sm.: Sie gedeiht in Höhenlagen von etwa 670 Metern in Guatemala nur in Retalhuleu.[2]
- Catopsis floribunda L.B.Sm.: (Syn.: Catopsis montana L.B.Sm.): Sie gedeiht epiphytisch in Wäldern in Höhenlagen von 0 bis 1490 Metern in Florida, auf karibischen Inseln und in Venezuela.[2]
- Catopsis hahnii Baker (Syn.: Catopsis oerstediana Mez): Sie gedeiht in Kiefern-Eichen-Wäldern, tieferen Bergwäldern und Regenwäldern in Höhenlagen von 400 bis 2700 Metern von Mexiko über Guatemala, Belize, El Salvador, Honduras bis Nicaragua.[2]
- Catopsis juncifolia Mez & Wercklé (Syn.: Catopsis lundelliana L.B.Sm.): Sie gedeiht epiphytisch in Wäldern in Höhenlagen von 150 bis 700 Meter in Zentralamerika.[2]
- Catopsis micrantha L.B.Sm. (Syn.: Catopsis pedicellata L.B.Sm.): Sie kommt in Panama vor.[2]
- Catopsis minimiflora  Matuda Sie kommt nur mexikanischen Bundesstaat Chiapas vor und gedeiht in Höhenlage von etwa 1200 Metern.[2]
- Catopsis morreniana Mez (Syn.: Catopsis bakeri Mez, Catopsis brevifolia Mez & Wercklé, Catopsis paniculata hortus ex Gentil non E.Morren): Sie gedeiht epiphytisch in Wäldern in Höhenlagen von 20 bis 1650 Metern von Mexiko bis Zentralamerika.[2]
- Catopsis nitida (Hook.) Griseb. (Syn.: Tillandsia nitida Hook., Catopsis inconspicua (Brongniart) Baker, Catopsis nutans Baker non (Swartz) Griseb., Catopsis sessiliflora Broadway & L.B.Sm. non (Ruiz & Pav.) Mez): Sie gedeiht epiphytisch in Wäldern in Höhenlagen von 300 bis 1830 Meter von Mexiko bis Zentralamerika und auf den Großen Antillen.[2]
- Catopsis nutans (Swartz) Griseb.: Es gibt zwei Varietäten:[2]
  - Catopsis nutans (Swartz) Griseb. var. nutans: Sie gedeiht epiphytisch im Dickicht oder in lichten Wäldern in Höhenlagen von 25 bis 1550 Meter in Florida, auf den Großen Antillen und Mexiko bis Venezuela sowie Ecuador.[2]
  - Catopsis nutans var. robustior L.B.Sm.: Sie gedeiht epiphytisch in Höhenlagen von 1400 bis 1500 Metern in Guatemala.[2]
- Catopsis occulta Mart.-Correa, Espejo & López-Ferr.: Die Erstbeschreibung erfolgte 2014. Sie gedeiht in sommergrünen Wäldern aus Kiefern und/oder Eichen in Höhenlagen von 150 bis 1300 Meter in den mexikanischen Bundesstaaten Chiapas, Oaxaca sowie Vera Cruz.[2]
- Catopsis paniculata E.Morren (Syn.: Catopsis pendula Baker, Catopsis mexicana L.B.Sm.): Sie gedeiht in den Bergen in Kiefern-Eichen-Wäldern in Höhenlagen von 1700 bis 2350 Meter in den mexikanischen Bundesstaaten Jalisco, México, Puebla sowie Vera Cruz.[2]
- Catopsis pisiformis Rauh: Dieser Endemit gedeiht epiphytisch in Höhenlagen von etwa 900 Meter in Panama nur in El Valle de Anton.[2]
- Catopsis sessiliflora (Ruiz & Pav.) Mez (Syn.: Tillandsia sessiliflora Ruiz & Pav., Tillandsia aloides Schltdl. & Cham., Tillandsia apicroides Schltdl. & Cham., Catopsis apicroides (Schlechtendal & Chamisso) Baker, Catopsis nutans Baker non (Swartz) Griseb., Catopsis vitellina Baker, Catopsis aloides (Schlechtendal & Chamisso) Baker, Catopsis nutans var. erecta Wittm., Catopsis modesta F.J.Müll., Catopsis schindleri Mez & Wercklé ex Mez, Catopsis tenuis Cufod., Catopsis sessiliflora var. dioica L.B.Sm., Catopsis werckleana Mez): Sie gedeiht epiphytisch in Wäldern in Höhenlagen von 0 bis 1500 Metern in Florida, Mexiko und von den karibischen Inseln bis Venezuela, Brasilien und Peru.[2]
- Catopsis subulata L.B.Sm.: Sie gedeiht epiphytisch in Wäldern in Höhenlagen von 1050 bis 1600 Metern von Mexiko bis Honduras.[2]
- Catopsis sumiderensis García-Martínez & Beutelspacher: Die Erstbeschreibung erfolgte 2023. Sie wurde bisher nur mexikanischen Bundesstaat Chiapas lithophytisch an senkrechten Felswänden die in einer Höhenlage von etwa 950 Metern in der Feuchtigkeit des Golfstrom exponiert sind gefunden.[2]
- Catopsis wangerinii Mez & Wercklé (Syn.: Catopsis pusilla Mez & Wercklé ex Mez, Catopsis cucullata L.B.Sm., Catopsis triticea L.B.Sm.): Sie gedeiht epiphytisch in Wäldern in Höhenlagen von 1200 bis 2000 Metern von Mexiko bis Zentralamerika.[2]
- Catopsis wawranea Mez: Sie gedeiht epiphytisch in Wäldern in Höhenlagen von etwa 1400 Metern von Mexiko über Belize bis Costa Rica.[2]